# Austroaeschna multipunctata
Austroaeschna multipunctata е вид водно конче от семейство Aeshnidae. Видът не е застрашен от изчезване.

## Разпространение
Разпространен е в Австралия (Виктория и Нов Южен Уелс).